# Enrique Ruelas Barajas
Enrique Ruelas Barajas (n. Ciudad de México; 1953) es un Médico, académico,  directivo, impulsor de la calidad de los sistemas de salud y filántropo de la cultura, mexicano, egresado de la Universidad La Salle con Mención Honorífica; Maestro en Administración Pública, Centro de Investigación y Docencia Económicas (CIDE); Maestro en Administración de Servicios de Salud, Universidad de Toronto, Canadá; egresado del Programa de Alta Dirección (AD2). IPADE

## Semblanza biográfica
Expresidente de la Academia Nacional de Medicina de México. Es profesor de Dirección de Sistemas de Salud de la Escuela de Medicina de la Universidad Panamericana (Ciudad de México). Es miembro del Consejo Directivo (Board of Directors) y senior fellow del Institute for Healthcare Improvement (IHI) (Boston, MA.), organización líder mundial en el diseño de métodos y estrategias innovadoras para mejorar la calidad de los sistemas de salud, siendo el primer miembro extranjero de este Consejo; Asesor sénior de Albright Stonebridge Group (ASG) (Washington D. C.), firma consultora en estrategias globales. Presidente y director del Instituto Internacional de Futuros de la Salud y de Qualinova, firma consultora especializada en desarrollo estratégico de sistemas y servicios de salud. Fue elegido como uno de los 25 miembros fundadores de la Academia Internacional de Calidad de la Atención a la Salud, máxima distinción otorgada a expertos en este tema en el mundo.
Entre las distinciones que ha recibido destacan: Reconocimiento "Mérito Médico Ciudad de México, Co-Presidente del Foro Nacional de Calidad de Servicios de Salud de Estados Unidos", "Premio Nacional de Transparencia 2005", Reconocimiento del Estado de Guanajuato como "Guanajuatense Distinguido", Premio "Doctor Guillermo Soberón Acevedo" de Desarrollo Institucional, del Consejo de Salubridad General.
Miembro Titular de la Academia Nacional de Medicina de México y miembro Emérito de la Academia Mexicana de Cirugía; miembro Correspondiente Extranjero de la Real Academia de Medicina de Cataluña; miembro de la Academia de Ciencias Médicas del Instituto Mexicano de Cultura; Miembro del Comité de Salud de la Fundación Gonzalo Río Arronte, A.C.; miembro del Consejo Consultivo del Instituto de Nutrición y Salud Kellogg's; profesor honorífico de la División de Ciencias de la Salud de la Universidad de Guanajuato; miembro del Consejo Directivo de “Guanajuato Patrimonio de la Humanidad A.C.; y consejero de más de diez organizaciones además de las mencionadas.
Se ha desempeñado como Secretario del Consejo de Salubridad General, Presidencia de la República; Subsecretario de Innovación y Calidad, Secretaría de Salud, posición desde la que diseñó y condujo la primera estrategia nacional de mejora de la calidad de la atención médica en México; primer y único latinoamericano -hasta ahora- en ocupar la Presidencia de la Sociedad Internacional de Calidad de Atención a la Salud (ISQua); ha sido director general de la Escuela de Salud Pública de México del Instituto Nacional de Salud Pública; Director de Fomento Institucional de la Fundación Mexicana para la Salud; Director de Programas para América Latina y el Caribe de la Fundación W.K. Kellogg; Presidente del Consorcio Latinoamericano de Innovación, Calidad y Seguridad de Servicios de Salud (CLICSS); Fundador y presidente de la Sociedad Mexicana de Calidad de Atención a la Salud (SOMECASA); Profesor adjunto del Departamento de Administración de Salud de la Universidad de Toronto, y Miembro del Consejo del Premio “Helix” en Calidad de la Atención a la Salud, de la Unión Europea. 
El Dr. ha sido Director de la revista “Calidad de Atención a la Salud”; Miembro del Comité Consultivo de la Fundación “Avedis Donabedian” de España; Coordinador del Diplomado en “Gestión de la Calidad en Servicios de Salud”, ITAM; Coordinador del Diplomado en “Dirección Estratégica de Hospitales”, ITAM, y Presidente de la Asociación Mexicana de Hospitales. Ha dado más de 900 conferencias en 22 países de los cinco continentes.
Ha publicado 19 libros y más de 70 artículos en revistas nacionales y extranjeras sobre calidad de la atención médica, dirección y prospectiva de sistemas de salud, y sistemas complejos. Destaca el libro “Los Futuros de la Salud en México 2050” en coautoría con Antonio Alonso Concheiro. Publicado en 2010, en éste se lee el siguiente párrafo: “…en el año 2020 se introduce en México un nuevo virus de alta letalidad para el que no existe cura conocida. A pesar de las restricciones en su transmisión (muy corta vida en condiciones ambientales normales), se estima que a causa de él fallece cerca de medio millón de personas…” 
En 2005 el Dr. Ruelas creó la Fundación Cervantista Enrique y Alicia Ruelas, A.C. Actualmente es Presidente de la Fundación Cultural Enrique Ruelas, A.C., cuyo objeto es preservar el legado cultural de su padre, el Lic. Enrique Ruelas Espinosa, quien iniciara la importante tradición teatral en Guanajuato, origen del Festival Internacional Cervantino. Fue presidente del Consejo Directivo del Museo Iconográfico del Quijote en Guanajuato.